# De revisor (toneelstuk)

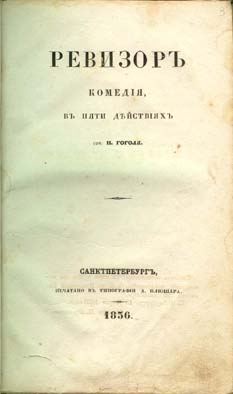
Omslag van de eerste druk

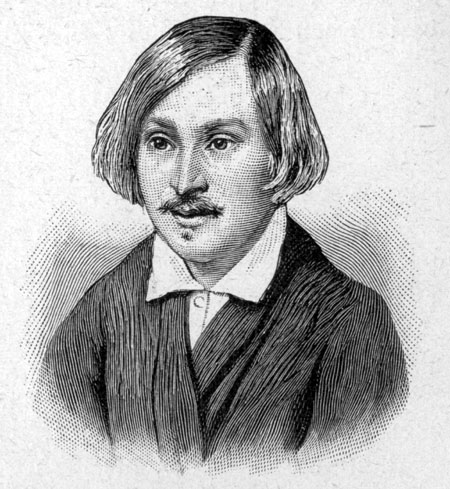
Nikolaj Gogol

De Revisor (Russisch: Ревизоръ) is een satirische komedie van de Russische auteur Nikolaj Gogol, in vijf akten, geschreven in 1835, gepubliceerd in 1836 en herbewerkt voor een opvoering in Moskou in 1842.

## Personages
- Anton Antonowisch Skwosnik-Dmuchanowskij, burgemeester
- Anna Andrejewna, zijn echtgenote
- Marja Antonowna, zijn dochter
- Luka Lukitsch Clopow, schooldirecteur
- Zijn echtgenote
- Artemi Filippowitsch Semljanika, directeur van Welzijnszorg
- Ammos Fjodorowitsch Ljapkin-Tjapkin, districtsrechter
- Iwan Kusmitsch Schpekin, postbeambte
- Pjotr Iwanowitsch Dobtschinksij en Pjotr Iwanowitsch Bobtschinskij, grootgrondbezitters
- Iwan Alexandrowitsch Chlestakow, kantoorbediende uit Sint-Petersburg
- Ossip, zijn bediende
- Christian Iwanowitsch Hübner, districtsarts
- Fjodor Andrejewitsch Ljuljukow, Iwan Lasarewitsch Rastakwskij en Stepan Iwanowitsch Korobkin, hoge ambtenaren en notabelen van de stad
- Stepan Iljitsch Uchowerto, politie-inspecteur
- Stwistunow, Pugowizyn, Derschimorda, politiemannen
- Abdulin, handelaar
- Fewronia, smidsvrouw
- Petrowna Poschljopkina, vrouw van de onderofficier
- Mischka, bediende van de burgemeester
- Anderen

## Samenvatting
De hoogste ambtenaren van een kleine provinciestad, geleid door de burgemeester, reageren verschrikt op geruchten dat een inspecteur, de revisor, naar hun stad wordt gezonden voor een geheim onderzoek.
De bedrijvigheid om verschillende wantoestanden toe te dekken en de stad op te schonen, wordt onderbroken door het bericht dat een verdachte man uit Sint-Petersburg (de toenmalige hoofdstad van Rusland) al twee weken geleden is aangekomen en in een herberg verblijft. Echter, het betreft hier niet de revisor maar Chlestakow, een jonge ambitieuze kantoorbediende uit de hoofdstad die naar het landgoed van zijn ouders reist en in een herberg verblijft omdat hij zonder geld is gevallen.
Verblind door angst, hun onreine geweten en de gewoonte heel wat af te slijmen, aarzelen de burgemeester en zijn gevolg niet om deze komische en onbelangrijke dandy te verwarren met de zo gevreesde inspecteur. Geruime tijd heeft Chlestakow de verwarring niet door en hij geniet van de gedienstigheid van de ambtenaren, incasseert aanzienlijke steekpenningen en dinertjes en laat zich tot slot verloven met de burgemeestersdochter.
Gelukkig voor hem, vlucht hij op aanraden van zijn soberder bediende op tijd de stad uit onder het mom dat hij nog zal terugkeren. Dit gebeurt net voor de notabelen tot hun ontzetting een brief onderscheppen waaruit het ware beroep van Chlestakow blijkt. De burgemeester spreekt het publiek toe en meldt dat zij enkel met hun eigen flater lachten. Terwijl de notabelen discussiëren, eindigt het stuk met de aankondiging dat de echte revisor in de stad is en dat hij de burgemeester onmiddellijk wenst te spreken, waarop de personages op scène bevriezen.

## Commentaar
De droomachtige scènes draaien rond de labiliteit van het hoofdpersonage Chlestakow, de verpersoonlijking van onverantwoordelijkheid, lichtzinnigheid en losbandigheid.
Gebaseerd op een anekdote die naar verluidt door Aleksandr Poesjkin aan Gogol werd verteld, is het een komedie over menselijke tekortkomingen, hebzucht, stompzinnigheid en politieke corruptie bij de machthebbers in het Rusland van de tsaren. De publicatie leidde tot grote deining en het stuk werd meermaals aangepast om het effectief opgevoerd te krijgen.

## Verfilming
- 1932 Eine Stadt steht Kopf, Duitse film van Gustaf Gründgens
- 1949 The Inspector General, Amerikaanse film met in de hoofdrol Danny Kaye
- 1974 Calzonzin Inspector, Mexicaanse film van Alfonso Arau
- 1977 Инкогнито из Петербурга (Incognito from St. Petersburg), Russische film van Leonid Gaidai
- 1982 De Boezemvriend, Nederlandse grondige bewerking van Dimitri Frenkel Frank met André van Duin, Vanessa, Ischa Meijer, Jérôme Reehuis, Corrie van Gorp, Frans van Dusschoten, Leen Jongewaard, Geert de Jong, Manouk van der Meulen

## Toneel-uitvoeringen
In de jaren 1980-1981 werd De Revisor in een vertaling van Charles Timmer uitgevoerd door de Haagse Comedie. Onder de acteurs waren onder andere: Kees Coolen, Wim van Rooy, Wim van den Heuvel en Kees van Lier